# بوددينغتون (تشيشير)
بوددينغتون (بالإنجليزية: Puddington, Cheshire)‏ هي قرية و أبرشية مدنية تقع في المملكة المتحدة في إنجلترا.  يقدر عدد سكانها بـ 325 نسمة .